# Lake Agnes (Alberta)
A Lake Agnes egy kis hegyi tó az Albertai Banff Nemzeti Parkban, Kanadában.
A tó felülete 0,52négyzetkilometer, mintegy 3,5 kilométerre a Lake Louise-tól. Mint a Banff Nemzeti Park része természetvédelmi terület, a világörökség része.
A környezetet az erózió alakította, elsősorban a gleccserek. A tavakat körülvevő sziklák vízszintes rétegezettségű, üledékes kőzetből épülnek fel. Mint a kanadai Sziklás-hegység többi része, ez is a tengerek mélyén képződött, majd a föld tektonikus mozgása emelte a magasba, miközben összetöredezett. 
A tavat körülvevő sziklákon két fenyőfajta található, melyeket a fenyők tűje alapján lehet megkülönböztetni. Az egyik az Engelmann lucfenyő, amely nevét egy botanikusról kapta. Az Engelmann lucfenyő kérge durva, hullámos. A másik fenyő sima, szürke kérgű.
1886-ban Lady Agnes Macdonald látogatást tett ezen a területen egy kanadai Pacific Railway gőzmozdonnyal, majd egy későbbi utazása során (1890-1894) sétált fel a tavakhoz. A hagyomány szerint innen származik a tó neve.